# ジャン＝ピエール・ジョッソー
ジャン＝ピエール・ジョッソー（Jean-Pierre Jaussaud 、1937年6月3日 - 2021年7月22日）は、フランスの元レーシングドライバー。1978年・1980年のル・マン24時間レース優勝者。

## 来歴・人物

### デビューからF3、F2
カルヴァドス県カーン出身。
1963年にジム・ラッセル・ドライビングスクール、ウィンフィールド・レーシングスクール入学。1964年、シェルの支援を受け、F3に参戦。翌年からマトラのワークスチームに加入、在籍3年間で選手権のランキング上位に着ける活躍を見せる。1970年にフランスF3チャンピオンを獲得、翌1971年にマーチからF2に参戦。1972年はプライベート・チームのブラバムで、マイク・ヘイルウッドとヨーロッパF2選手権チャンピオンを争った。

### ル・マン
1973年から耐久レースに転向、この年のル・マン24時間レースにマトラから出場。ジャン＝ピエール・ジャブイーユと組み、総合3位。1976年にルノー・スポールに加入。1978年、ディディエ・ピローニと組んでルノー・アルピーヌA442Bを駆りル・マン24時間優勝。ルノーにとってもルマン初優勝だった。1980年はジャン・ロンドーとのコンビでル・マン2勝目を挙げた。1983年まで出場した。
1982年にはパリ・ダカール・ラリーにメルセデス・ベンツ・Gクラスで参戦。1991年と1992年にはカミオンクラスにデビューしたばかりの日野・レンジャーでパリダカに参戦した。1992年に引退後はレース・インストラクターを務める。

## レース戦績

### ル・マン24時間レース
| 年     | チーム                                                                | コ・ドライバー                            | 使用車両                           | クラス | 周回 | 総合順位 | クラス順位 |
| ------ | --------------------------------------------------------------------- | ----------------------------------------- | ---------------------------------- | ------ | ---- | -------- | ---------- |
| 1966年 | マトラ スポーツ                                                       | アンリ・ペスカロロ                        | マトラ・MS620-BRM                  | P 2.0  | 35   | DNF      | DNF        |
| 1967年 | エクィップ マトラ スポーツ                                            | アンリ・ペスカロロ                        | マトラ・MS630-BRM                  | P 2.0  | 55   | DNF      | DNF        |
| 1973年 | エクィップ マトラ-シムカ シェル                                       | ジャン＝ピエール・ジャブイーユ            | マトラ-シムカ・MS670B              | S 3.0  | 331  | 3位      | 3位        |
| 1974年 | レキップ・ジタン                                                      | ボブ・ウォレク ジョセ・ドレム             | マトラ-シムカ・MS670B              | S 3.0  | 120  | DNF      | DNF        |
| 1975年 | ガルフ・リサーチ・レーシング                                          | ヴァーン・シュパン                        | ミラージュ・GR8-コスワース         | S 3.0  | 330  | 3位      | 3位        |
| 1976年 | イナルテラ                                                            | クリスティン・ベッカーズ ジャン・ロンドー | イナルテラ・LM-フォード コスワース | GTP    | 264  | 21位     | 3位        |
| 1977年 | エクィップ ルノー エルフ                                              | パトリック・タンベイ                      | ルノー・アルピーヌ・A442           | S 3.0  | 158  | DNF      | DNF        |
| 1978年 | エクィップ ルノー エルフ                                              | ディディエ・ピローニ                      | ルノー・アルピーヌ・A442B          | S 3.0  | 369  | 1位      | 1位        |
| 1979年 | グランド・ツーリング・カーズ フォード・コンセッショナリーズ・フランス | ヴァーン・シュパン デヴィッド・ホッブス   | ミラージュ・M10-コスワース         | S +2.0 | 121  | NC       | NC         |
| 1980年 | ルポワン ジャン・ロンドー                                             | ジャン・ロンドー                          | ロンドー・M379                     | S 3.0  | 338  | 1位      | 1位        |
| 1981年 | オーチス ジャン・ロンドー                                             | ジャン・ロンドー                          | ロンドー・M379                     | S 3.0  | 58   | DNF      | DNF        |
| 1982年 | オーチス ジャン・ロンドー                                             | ジャン・ロンドー                          | ロンドー・M382                     | C      | 111  | DNF      | DNF        |
| 1983年 | フォード フランス                                                     | フィリップ・ストレイフ                    | ロンドー・M482                     | C      | 12   | DNF      | DNF        |